# 伏爾加韃靼軍團
伏爾加韃靼軍團，或阿的里-烏拉爾軍團，是由伏爾加韃靼人穆斯林組成的納粹德國軍團。但也包括其它的伏爾加烏拉爾人民，如巴什基爾人、楚瓦什人、馬里人、烏德穆爾特人、莫爾多瓦人，人数约125000人。